# Ferrari F2003-GA
Ferrari F2003-GA je Ferrarijev dirkalnik Formule 1, ki je bil v uporabi v sezoni 2003, ko sta z njim dirkala Michael Schumacher in Rubens Barrichello, dizajnirala sta ga Rory Byrne in Ross Brawn. Močno je temelji na svojem predhodniku Ferrari F2002, imel pa je večje stranske zračnike in podaljšano medosno razdaljo, kar naj bi izboljšalo aerodinamiko. Motor in menjalnik sta izboljšani verzije svojih predhodnikov. Dirkalnik ima oznako GA kot znak spoštovanja do Giannija Agnellija, šefa Fiata, ki je pred začetkom sezone umrl.
Dirkalnik so začeli uporabljati na dirkah šele nekaj pred polovico sezone, saj je bil predhodni model F2002 še vedno konkurenčen, med tem ko so F2003-GA še izboljševali. Bil je hiter, toda preveč je obrabljal pnevmatike, kar je v srednjem delu sezone, ko je bilo v Evropi vroče poletje, vodilo do težav v zadnjih delih dirk. Kot rezultat tega sta bila Williams in McLaren v igri za naslov skoraj do konca in sta priganjala Michaela Schumacherja.
Ko je Bridgestone ugotovil, da Michelin uporablja pnevmatike, ki med dirko spremenijo konstrukcijo, kar je francoskega proizvajalca pnevmatik prisililo v spremembo konstrukcije svojih pnevmatik, da bi te ustrezale pravilom, je bil Ferrari spet konkurenčen in uspel odbiti napad Williamsa in McLarna za konstruktorski naslov, Schumacher pa je osvojil še svoj šesti dirkaški naslov, s čimer je po 46. letih izboljšal rekord Fangia.
Dirkalnik je sodeloval na dvanajstih dirkah, od tega je dosegel osem zmag, pet najhitrejših krogov in pet najboljših štartnih položajev, nato pa ga je za sezono 2004 zamenjal F2004. 

## Popolni rezultati Formule 1
(legenda) (Odebeljene dirke pomenijo najboljši štartni položaj)
| Leto | Šasija           | Motor           | Gume | Dirkača            | 5   | 6   | 7   | 8   | 9  | 10  | 11 | 12  | 13  | 14  | 15  | 16  | Toč | Prv. |
| ---- | ---------------- | --------------- | ---- | ------------------ | --- | --- | --- | --- | -- | --- | -- | --- | --- | --- | --- | --- | --- | ---- |
| 2003 | Ferrari F2003-GA | Ferrari 054 V10 | B    |                    | ŠPA | AVT | MON | KAN | EU | FRA | VB | NEM | MAD | ITA | ZDA | JAP | 158 | 1.   |
| 2003 | Ferrari F2003-GA | Ferrari 054 V10 | B    | Michael Schumacher | 1   | 1   | 3   | 1   | 5  | 3   | 4  | 7   | 8   | 1   | 1   | 8   | 158 | 1.   |
| 2003 | Ferrari F2003-GA | Ferrari 054 V10 | B    | Rubens Barrichello | 3   | 3   | 8   | 5   | 3  | 7   | 1  | Ret | Ret | 3   | Ret | 1   | 158 | 1.   |